# Мягкие дирижабли класса М
Мягкие дирижабли класса М (англ. M-class blimp) — дирижабли времён Второй мировой войны. Были построены четыре модели. Все они имели обозначения М-1- М-4.

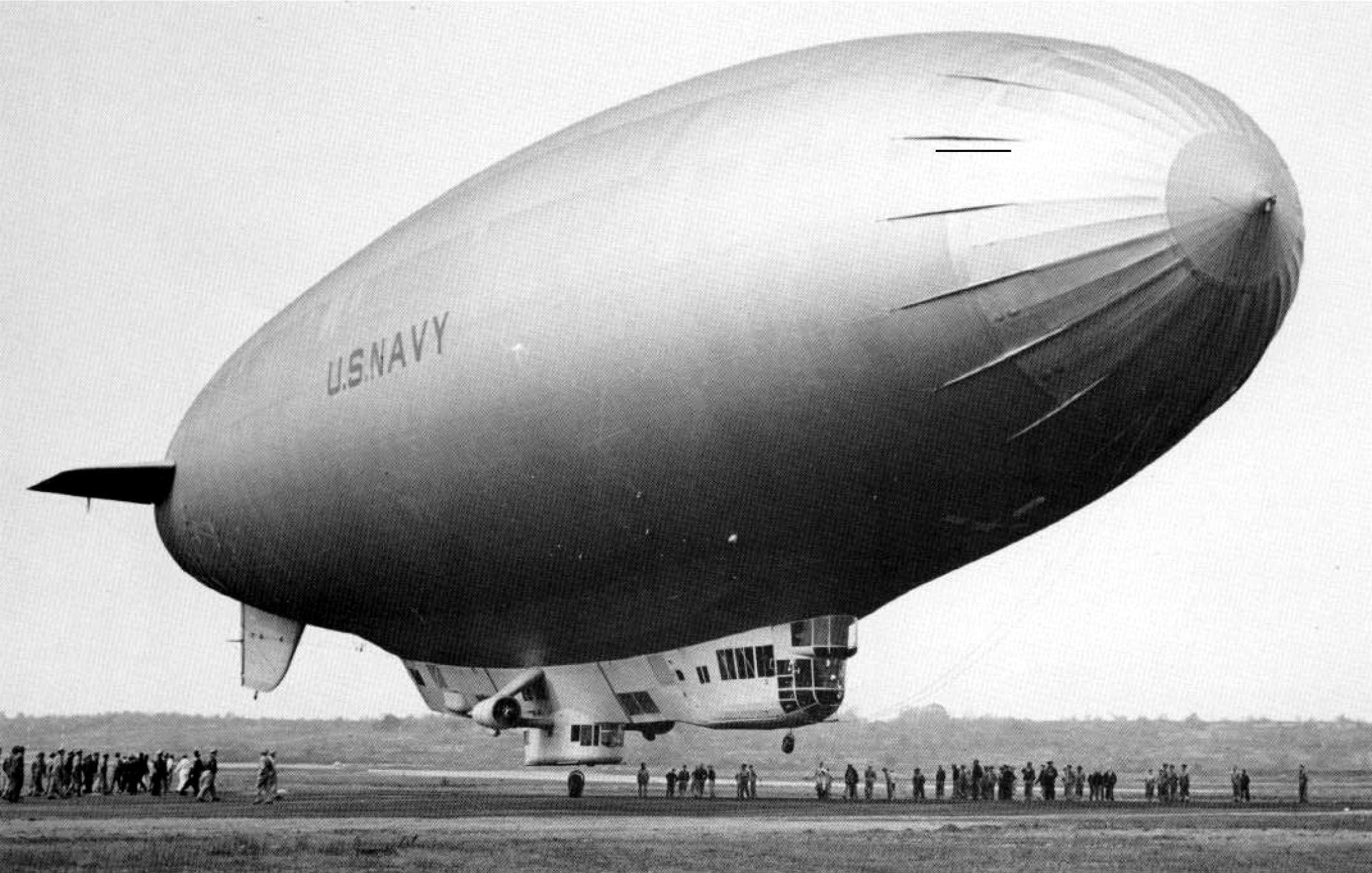

В августе и сентябре 1943 года Гудьирская компания получила заказ на 22 дирижабля (среди них- один прототип).
Но в ноябре количество заказанных кораблей было уменьшено до четырёх.
Дирижабли получили обозначение ZNP-M.
В феврале, марте и апреле 1944 года ВМС США получили четыре дирижабля данного класса. Они использовались для обнаружения и уничтожения подводных лодок противника.
Корабли прослужили до 1956 года.

## Технические характеристики
- Экипаж: 10-14 человек
- Длина: 92,07 м
- Высота: 28,20 м
- Диаметр: 21,19 м
- Полезная нагрузка: 4356 кг
- Силовая установка: 2 × Pratt & Whitney R-1340-AN-2, 550 л. с. (410 кВт) каждый
- Объём оболочки: 18320 м³
- Максимальная скорость: 128 км/ч
- Крейсерская скорость: 93 км/ч
- Максимальная продолжительность полёта: 50 часов 30 минут

## Вооружение
1 × 0,50 M2 пулемет
8 × 159 кг бомб.